# Воїн усіх часів (2 сезон)
Другий сезон шоу «Воїн усіх часів» — вийшов 20 квітня 2010 року о 22:00 за східно-американським часом на телеканалі Spike TV. Анонс сезону відбувся на телеканалі за участю всіх ведучих: символом анонсу стало зображення людського торсу з балістичного гелю, опубліковане в мікроблозі програми в соціальній мережі Twitter. Прев'ю до другого сезону з'явилося і на офіційному сайті: в ньому були показані сучасні види зброї. Всього вийшло 13 епізодів шоу. У даній статті нумерація ведеться з урахуванням випусків першого сезону.

## Серія 10:SWATпротиGSG 9

### КомандаSWAT
- Джон Дарра, ветеран SWAT
- Стів Гордон, ветеран SWAT

 'Озброєння і захист' :
- Дробовик Benelli M4 Super 90
- Автомат LWRC PSD
- Снайперської гвинтівки Remington 700
- Міна — Електрошокер
- Керамічний бронежилет
- Захисний шолом

 'Дані воїна' :
- Зріст: 5 футів 11 дюймів
- Вага: 190 фунтів
- Броня: керамічний бронежилет
- Маса озброєння: 60 фунтів

### КомандаGSG 9
- Міхаель Нагель, колишній військовослужбовець
- Дамьен Пуклер, інструктор GSG 9

 'Озброєння і захист' :
- Дробовик Remington 870
- Автомат HK G36
- Снайперської гвинтівки HK PSG1
- Ручна граната з гумовими кульками
- Керамічний бронежилет
- Захисний титановий шолом B826

 'Дані воїна' :
- Зріст: 6 футів
- Вага: 200 фунтів
- Броня: керамічний бронежилет
- Маса озброєння: 60 фунтів

### Результати комп'ютерної симуляції
Жирним виділено ті види зброя, які під час випробувань здобули перемогу.
|                                | SWAT          | Перемог | GSG 9         | Перемог |
| ------------------------------ | ------------- | ------- | ------------- | ------- |
| Зброя малої дальності          | Benelli M4    | 80      | Remington 870 | 81      |
| Зброя середньої дальності      | LWRC PSD      | 227     | HK G36        | 136     |
| Зброя дальнього діапазону      | Remington 700 | 271     | HK PSG1       | 205     |
| Зброя спеціального призначення | Електрошокер  | 0       | Граната       | 0       |
| Всього                         |               | 578     |               | 422     |

З рахунком 578:422 переміг SWAT.

### Факти про епізод

#### Вперше
- Вперше противниками в шоу стали воєнізовані підрозділи поліції.
- Вперше противниками в шоу стали союзники: і SWAT, і GSG-9 консультуються один в одного.
- Вперше в шоу цілеспрямовано випробовували нелетальну зброю: електрошокер і граната з гумовими кульками.
- Вперше (і єдиний раз) в шоу зброя тестувалася на живій людині: так пройшли випробування електрошокера.

#### Випробування зброї
- На випробуваннях снайперських гвинтівок порівнювалися американська Remington 700 і німецька HK PSG1. Учасники повинні були вразити умового противника, що знаходиться за склом, і не потрапити в заручника. Обидва учасники впоралися із завданням, але потрапляння HK PSG1 було далі від заручника і тим самим стали більш надійним. Завдяки цьому перемогла німецька гвинтівка.
- На випробуваннях зброї середньої дальності порівнювалися автомати HK G36 і LWRC PSD. В ході випробувань командам було необхідно знищити трьох терористів, не ранити жодного цивільного і врятувати заручника. Команда SWAT впоралася із завданням швидше і перемогла в цій номінації.
- На випробуваннях зброї ближнього бою порівнювалися гладкоствольні рушниці Benelli M4 і Remington 870. Учасники повинні були вразити рухому ціль трьома пострілами (двома в груди і одним в голову). За словами ведучих, рухома ціль порівнювалася з наркоманом, вбити якого одним попаданням з вогнепальної зброї практично неможливо. Перемогла команда SWAT, що зробила це швидше.
- На випробуваннях унікальних видів зброї порівнювалися граната з гумовими кульками і електрошокерами. Граната з гумовими кульками зачепила лише одну мішень, що не зовсім відповідало вимогам завдання. Електрошокер вразив кілька стаціонарних цілей-манекенів, а в випробуванні на живу людину показав свій потужний вплив. Як більш ефективна зброя, перемогу здобув шокер.

#### Симуляція і її результати
- Вперше в шоу в симуляції боролися команди по 4 людини.
- У симуляції бійці вперше використовували транспортний засіб для пересування: SWAT висадився з фургона на парковці. Разом з тим це невеликий ляп сценаристів: водій не брав участі в поєдинку.
- Боєць SWAT НЕ видає переможного кличу, потрапляючи тим самим в число шести воїнів, що зробили аналогічне.
- Американський SWAT вдруге в історії шоу виграв три номінації з чотирьох: зброя малого і середнього радіуса дії, також спеціальна зброя. Німці зуміли взяти гору тільки в категорії далекобійної зброї з невеликою перевагою.
- Снайперська гвинтівки HK PSG1 і дробовик Benelli M4 — п'ятий і шостий види зброї, які перемогли у випробуваннях, але на ділі вони виявилися гірше, ніж у суперників.

## Серія 11:АттілапротиОлександра Македонського

### Команда Аттіли
- Роберт Борсош, професійний кінний стрілець із лука
- Шон Пеннінгтон, фехтувальник, експерт по древньому зброї

 'Озброєння і захист' :
- Меч Марса
- Лассо
- Гунської складений лук
- Скіфський бойова сокира
- Шкіряний обладунок
- Тюрбан
- Сталевий щит

 'Дані воїна' :
- Роки правління: 406—453[1]
- Зріст: 5 футів 6 дюймів
- Вага: 145 фунтів
- Броня: шкіряна

### Команда Олександра Македонського
- Пітер ван Россум, фехтувальник, чемпіон світу з боїв на мечах
- Кендалл Уеллз, фехтувальник, експерт з холодної зброї
- Рашад Еванс, боєць змішаних єдиноборств, чемпіон UFC

 'Озброєння і захист' :
- Копіс (меч)
- Цистон (спис)
- Гастрафет
- Баллиста
- Бронзові нагрудник, шолом і щит

 'Дані воїна' :
- Роки правління: 340—323 до н. е.
- Зріст: 5 футів 7 дюймів
- Вага: 155 фунтів
- Броня: бронзова

### Результати комп'ютерної симуляції
|                                | Атілла          | Перемог | Олександр Македонський | Перемога |
| ------------------------------ | --------------- | ------- | ---------------------- | -------- |
| Зброя малої дальності          | Меч Марса       | 117     | Копіс                  | 120      |
| Зброя середньої дальності      | Лассо           | 30      | Цистон                 | 225      |
| Зброя дальнього діапазону      | Композитний лук | 354     | Гастрафет              | 52       |
| Зброя спеціального призначення | Скіфська сокира | 95      | Балліста               | 7        |
| Всього                         |                 | 596     |                        | 404      |

З рахунком 596: 404 переміг Аттіла.

### Факти про епізод
- Вперше була реконструйована сутичка за участю історичного персонажа і його підлеглих — раніше моделювалися або індивідуальні бої, або бої «безликих» загонів. Проте, «класична» система бою між загонами з п'яти чоловік, очолюваними історичними персонажами, з'явилася лише в наступній серії — «Джессі Джеймс проти Аль Капоне»
- Вперше в шоу враховувався фактор бою між вершниками: Аттіла і Олександр билися верхи на конях.
- Команда Олександра продемонструвала кілька прийомів з давньогрецького єдиноборства панкратіон.
- Кілька випробувань учасники проводили верхи на конях: так, з гунського луку стріляли верхи на коні, що принесло перемогу над гастрафетом піхотинця; Цистон і ласо порівнювалися в бою на конях (Цистон виявився точнішим).
- У ближньому бою меч Аттіли впорався з усіма противниками за 34,5 с, а меч Олександра Македонського завдав всім шкоди за 25,75, але залишив в живих одного супротивника.
- В категорії спеціальної зброї порівнювалися сокира скіфів і баліста. Баліста, завдяки величезному діапазону дії, перемогла в номінації: скіфська сокира не пробила античні обладунки.
- Гунський лук приніс найбільше перемог у випусках старовинної зброї за обидва сезону.
- Перший і єдиний раз в загонах було по 3 людини.
- Не дивлячись на те, що в симуляції бою брали участь свита Аттіли і Олександра, лічильник смертей не вказувався.
- Один із солдатів Олександра Македонського так і не був вбитий в бою (можливо, його смерть зосталася за кадром).
- Меч Марса і баліста — сьомий та восьмий види зброї, які перемогли у випробуваннях, але на ділі виявилися гірше, ніж у суперників.

## Серія 12:Джессі ДжеймспротиАль Капоне

### Команда Джессі Джеймса
- Джоуї Діллон, чемпіон світу зі швидкісної стрільби з револьвера
- Дж. У. Уайзмен, професійний стрілок і каскадер[2]

 'Озброєння і захист' :
- Ніж Боуї
- Револьвер Colt Single Action Army
- Гвинтівка «Вінчестер»
- Рукоятка револьвера

 'Дані воїна' :
- Час активності: 1866—1876
- Розмір банди: 4-8 чоловік
- Злочини: пограбування банків і вбивства

### Команда Аль Капоне
- Меїр Ланськи II, онук американського гангстера Меира Ланськи
- Джонні Лью Фратто, актор, син американського гангстера Луї Фратто

 'Озброєння і захист' :
- Стилет
- Пістолет-кулемет Томпсона
- Граната Mk 2
- Кастет

 'Дані воїна' :
- Час активності: 1922—1931
- Розмір банди: 10-20 чоловік
- Злочини: шахрайство, вимагання грошей, вбивства

### Результати комп'ютерної симуляції
|                           | Джессі Джеймс        | Перемог | Аль Капоне                | Перемог |
| ------------------------- | -------------------- | ------- | ------------------------- | ------- |
| Зброя ближнього бою       | Ніж Боуї             | 13      | Стілет                    | 1       |
| Зброя середньої дальності | Револьвер Кольт      | 203     | Пістолет-кулимет Томпсона | 338     |
| Зброя дальнього діапазону | Гвинтівка Вінчестера | 326     | Граната Mk 2              | 116     |
| Спеціальна зброя          | Тримач лівольвера    | 2       | Кастет                    | 1       |
| Всього                    |                      | 544     |                           | 456     |

З рахунком 544:456 переміг Джессі Джеймс.

### Факти про епізод

#### Противники
- Перший раз в бою зійшлися представники однієї і тієї ж країни.
- У розпорядженні команди Джеймса було всього три види зброї, проте рукоятку револьвера класифікували як окреме зброю.

#### Випробування зброї
- При випробуванні вогнепальної зброї замірювалася як кількість пострілів в секунду, так й час на те, щоб дістати зброю і зробити постріл.
- У змаганнях зброї середнього радіуса револьвер був швидшим від «Томмі» на тисячні частки секунди, але з вогневої потужності все-таки програли.
- При випробуванні «Томмі» команда Аль Капоне вела вогонь на ходу з автомобіля Hudsoen Super 6, а команда Джеймса — на скаку з коня.
- Під час випробувань зброї більшого радіуса порівнювалися американська граната Mk 2 і гвинтівка «вінчестер». Радіус вибуху гранати був досить великим, але граната не зуміла знищити всіх супротивників. «Вінчестер»-ж вразив всі цілі за часом ще до вибуху гранати і приніс перемогу в номінації.
- При випробуванні зразків зброї ближнього бою команда Аль Капоне за допомогою стилета продемонструвала на манекені спосіб розправи гангстерів, відомий як «посмішка Глазго». Стилет отримав перевагу за вміння наносити надиво важкі для такої невеликого зброї рани і можливість прихованого носіння, незважаючи на велику силу ножа Боуї.
- У номінації спеціальної зброї порівнювалися рукоятка револьвера і кастет. Кастет зумів пробити череп з трьох ударів, а револьверу вистачило і одного. Команда Джеймса перемогла, хоча експерти команди Аль Капоне вважали подібні удари марними в бою.
- Пістолет-кулемет Томпсона випробовувався вдруге, і в обох випадках виступав зброєю американських гангстерів часів «Сухого закону».

#### Симуляція
- Дія симуляції відбуваються в Чикаго, в музеї Американської історії.
- Вперше в симуляції після кожного вбивства було чутно звуковий сигнал.
- Перший раз кожен воїн в загоні хоча-б один раз віддав команду соратникам.
- Перший і єдиний раз з боку переможця вціліло більше однієї людини: Джессі Джеймс і його брат Френк (саме він, а не Джеймс, вбив Аль Капоне).
- Аль Капоне — третій воїн, який програв бій, незважаючи на те, що мав найкращу зброю («Томмі»).
- Стилет виявився дев'ятою зброєю, який переміг в номінації, але на ділі виявився гірше, ніж у суперника.

## Серія 13:Ацтек-ЯгуарпротиВоїна Занде

### Команда Ацтека
- Давид Лавера, боєць змішаних єдиноборств, нащадок ацтеків
- Едер Саул Лопес, історик

 'Озброєння і захист' :
- Ритуальний ніж текпатль
- Дерев'яний меч з обсидіановими лезами макуавітль
- Метальна спис тлакотчлі і копьеметалка атлатль
- Праща тематлатль
- Дерев'яний шолом
- Шкура ягуара
- Щит чімаллі
- Бавовняний нагрудник ічкауіпіллі

 'Дані воїна' :
- Рік 1500
- Зріст: 5 футів 6 дюймів
- Вага: 140 фунтів
- Броня: бавовняний нагрудник, дерев'яний шолом, шкура ягуара, щит

### Команда Занде
- Коли Мустафа Спікс, майстер змішаних єдиноборств
- Гордон Джок, майстер змішаних єдиноборств, майстер бою на жердинах

 'Озброєння і захист' :
- Серп макрака
- Спис-гарпун макрігга
- Метальний ніж кпінга
- Лук Ботто і отруєні стріли піма
- Щит із лози

 'Дані про воїна' :
- Рік: 1820
- Зріст: 5 футів 9 дюймів
- Вага: 170 фунтів
- Броня: щит з лози

### Результати комп'ютерної симуляції
|                         | Ацтек      | Перемог | Занде         | Перемог |
| ----------------------- | ---------- | ------- | ------------- | ------- |
| Зброя малої дальності   | Текпатль   | 32      | Макрака       | 91      |
| Зброя середньої         | Макуавітль | 319     | Макрігга      | 289     |
| Зброя великої дальності | Атлатль    | 86      | Кпінга        | 127     |
| Спеціальна зброя        | Тематлатль | 11      | Ботто та піма | 45      |
| Всього                  |            | 448     |               | 552     |

З рахунком 448: 552 переміг Воїн Занде.

### Факти про епізод
- У серії за допомогою текпатля відтворили частину ритуалу людського жертвопринесення ацтеків, а за допомогою макраки було відтворено страту через відсікання голови. У порівнянні цих зразків зброї ближнього бою перемогла більш потужна макрака.
- Випробування зазубреної палиці макуавітль проводилося на манекені голови коня з балістичного гелю, а випробування макріггі на 300-фунтовому шматку яловичини з кров'ю. Завдяки обсидіановим лезам, які наносили тяжкі різані рани переміг макуавітль.
- Праща тематлатль стала єдиною пращею, яка отримала перевагу в своїй категорії і принесла хоча б одну перемогу. Хоча кілька кидків із пращі були смертельними, отруйні стріли занде не пробили бавовняний нагрудник воїна-ягуара.
- Тематлатль — десята зброя, що перемогла в випробуваннях, але на ділі виявилося гірше, ніж у суперників.
- Ацтекський ягуар — четвертий воїн, який програв бій, незважаючи на те, що мав найсильнішу зброю (макуавітль).
- Воїн занде став другим воїном, який переміг за рахунок наявності металевого зброї. Першим був шаоліньский монах з першого сезону.

## Серія 14:Ваффен-ССпротиВ'єтконгу

### Команда СС
- Сільвіо Вольф Буш, актор, військовослужбовець бундесверу
- Роберт Вільгельм-Маккейн, історик

 'Озброєння і захист' :
- Пістолет Mauser C96
- Пістолет-кулемет MP-18
- S-міна «стрибає Бетті»
- Вогнемет Flammenwerfer 41
- Сталевий шолом M35

 'Дані воїна' :
- Час служби: 1933—1945
- Зріст: 6 футів
- Вага: 175 фунтів
- Лояльність: Адольф Гітлер

### Команда В'єтконгу
- Туан Нгуєн, біженець часів В'єтнамської війни
- Денні Бойєр, працівник приватної охоронної компанії в Південно-Східній Азії

 'Озброєння і захист' :
- Пістолет ТТ
- Пістолет-кулемет MAT-49
- Міна ПОМЗ-2 і  граната Ф-1
- Бамбукові кілки

 'Дані воїна' :
- Час служби: 1954—1976
- Зріст: 5 футів 4 дюйми
- Вага: 120 фунтів
- Лояльність: Хо Ши Мін

### Результати комп'ютерної симуляції
|                           | Ваффен-СС        | Перемог | В'єтконг        | Перемог |
| ------------------------- | ---------------- | ------- | --------------- | ------- |
| Зброя малої дальності     | Mauser C-96      | 50      | ТТ-33           | 42      |
| Зброя середньої дальності | MP 28            | 310     | MAT-49          | 177     |
| Вибухівка                 | S-мина           | 76      | ПОМЗ-2 и Ф-1    | 81      |
| Спеціальна зброя          | Flammenwerfer 41 | 178     | Бамбукові списи | 86      |
| Всього                    |                  | 614     |                 | 386     |

З рахунком 614:386 переміг Ваффен-СС.

#### Випробування зброї
- В категорії спеціальної зброї вогнемет німців виявився набагато кращим бамбукових колів, оскільки міг знищувати противника де завгодно, а кілки — тільки у відведеному їм місці.
- П'ятий раз в шоу в категорії порівняння зброї була оголошена нічия: серед зброї середньої дальності пістолети-кулемети MP-18 і MAT-49 знищили всі цілі за 30 секунд.
- В категорії зброї ближнього радіуса дії Mauser C96 впевнено виграв поєдинок проти ТТ, вразивши цілі набагато швидше.
- В категорії вибухівки стрибаюча міна німців програла комбінації міни ПОМЗ-2 і гранати Ф-1 (вдруге в шоу застосовувалася комбінація відразу двох видів зброї).

#### Помилки та неточності
- У симуляції використовувалися гвинтівки Mauser 98k і СКС, що не були заявлені зброєю сторін і не проходили випробувань. Також експерти команд демонстрували АКМС з боку вьетконгу і ППШ[3] з боку Ваффен- СС, однак ці види зброї також випробовувалися.
- Також незрозумілим був вибір зброєю СС пістолета-кулемета МР-28: хоча він дійсно використовувався Ваффен-СС, однак не був так широко поширений, як MP-40.
- У порівнянні пістолетів була продемонстрована здатність «Маузера» вести автоматичний вогонь, коли вся обойма була випущена менш ніж за секунду. Однак подібна можливість була присутня тільки в модифікації пістолета Mauser 712.

#### Інші
- Обидва супротивника в своїй історії воювали проти армії США, проте есесівці в результаті зазнали невдачі, а в'єтконгівці перемогли.
- У показаній симуляції кожна випробувана зброя знищила хоча-б одного супротивника.

## Серія 15:ЦентуріонпротиРаджпута

### Команда Центуріона
- Теренс Ротоло, каскадер, експерт по древній зброї[4]
- Метт Ласки, історик

 'Озброєння і захист' :
- Гладиус (меч)
- Пілуми
- Скорпіон
- Долабра
- Лорика Гаматі (нагрудник)
- Шолом Галі
- Скутум

 'Дані воїна' :
- Рік: 120
- Зріст: 5 футів 8 дюймів
- Вага: 170 фунтів
- Броня: римські обладунки

### Команда Раджпута
- Гугун Діп Сингх, фехтувальник, нащадок раджпутов
- Бхайніт Сингх, майстер бойових мистецтв, боєць в стилі Гарко
- Сухвіндер Сингх, артист, майстер з фехтування

 'Озброєння і захист' :
- Кханда
- Урум
- Чакра
- Катар
- Кольчуга «тисячі цвяхів»
- Сталевий шолом
- Сталевий щит

 'Дані воїна' :
- Рік: 900
- Зріст: 5 футів 6 дюймів
- Вага: 145 фунтів
- Броня: кольчуга

### Результати комп'ютерної симуляції
|                                | Центуріон | Перемог | Раджпут | Перемог |
| ------------------------------ | --------- | ------- | ------- | ------- |
| Зброя малої дальності          | Гладіус   | 223     | Ханда   | 328     |
| Зброя середньої дальності      | Пілум     | 44      | Аара    | 0       |
| Зброя дального діапазону       | Скорпіон  | 4       | Чакра   | 53      |
| Зброя спеціального призначення | Долабра   | 114     | Катар   | 234     |
| Всього                         |           | 385     |         | 615     |

З рахунком 385:615 переміг Раджпут.

### Факти про епізод
- У випробуваннях мечів римський гладіус відрубав руки гелевому манікену і розпоров йому грудну клітку. Кханда випробовувалася на яловичих тушах і продемонструвала здатність завдавати сильних рани, що, поряд з більшою довжиною, і забезпечило їй перевагу. Також був продемонстрований метод фехтування Раджпута «Вихор»
- Урум виявився лише зброєю залякування: при випробуваннях на трьох манекенах смертельна рана була нанесена тільки одному. Пілум показав себе відмінним метальним списом: трьома кидками були вражені три мети і пробитий щит раджпута
- У випробуваннях зброї далекого бою кинута чакра перерубала макет людської шиї. Скорпіон вразив чотири мішені на 25 ярдів і одну мішень на 50 ярдів, однак його можливості були ослаблені тривалим часом перезарядки і відсутністю мобільності.
- У змаганні спеціальної зброї долабра, що пробила кольчугу раджпута, виявилася сильнішою за катар, який на близькій відстані зумів вразити свинячу тушу і пробити кольчугу.
- Долабра — одинадцята зброя, що перемогла в випробуваннях, але на ділі виявилося гірше, ніж у супротивника.

## Серія 16:Сомалійські піратипротиМедельїнського наркокартелю

### Команда Сомалійських піратів
- Абді Алі, військовослужбовець армії США, етнічний сомалієць
- Хаджі Укадж, біженець часів громадянської війни в Сомалі, ополченець

 'Озброєння і захист' :
- Якір-кішка
- Автомат АК-47
- Кулемет ПКМ
- Гранатомет РПГ-7

 'Дані воїна' :
- Час активності: 1992 Н. В.
- Зріст: 5 футів 10 дюймів
- Вага: 145 фунтів
- Злочини: грабіж кораблів

### Команда Медельїнського картелю
- Майкл Корлеоне Бланко, син Грісельди Бланко, однією із засновниць картелю
- Кендзі Галло, продюсер і бізнесмен, в минулому засуджений за торгівлю кокаїном

 'Озброєння і захист' :
- Мачете
- Пістолет-кулемет Mini-Uzi
- Кулемет M60
- Зв'язка динаміту («автомобільна бомба»)

 'Дані воїна' :
- Час активності: 1975—1993
- Зріст: 5 футів 9 дюймів
- Вага: 175 фунтів
- Злочини: торгівля наркотиками

### Результати комп'ютерної симуляції
|                           | Пірати  | Перемога | Картель          | Перемога |
| ------------------------- | ------- | -------- | ---------------- | -------- |
| Зброя малої дальності     | Гак-кіт | 8        | Мачете           | 54       |
| Зброя середньої дальності | АК-47   | 204      | Mini Uzi         | 188      |
| Зброя великої дальності   | ПКМ     | 140      | M60              | 96       |
| Вибухівка                 | РПГ-7   | 170      | Зв'язка динаміту | 140      |
| Всього                    |         | 522      |                  | 478      |

З рахунком 522:478 перемогли Сомалійські пірати.

### Факти про епізод

#### Противники
- Це перший епізод, в якому порівнюються сучасні злочинці, і третій, в якому порівнювалися злочинні угруповання.
- У цьому епізоді був показаний лідер картелю Пабло Ескобар, однак зараховувати якісь плюси і мінуси лідерам стали тільки з наступного сезону.

#### Випробування зброї
- У змаганні зброї ближнього бою порівнювалися мачете картелю і якір-кішка піратів. За допомогою мачете була показана страта під назвою «колумбійська краватка», а за допомогою якоря-кішки з туші свині випотрошили всі нутрощі. Мачете був визнаний кращим в порівнянні з якорем-кішкою, який як зброя був не зручним у використанні.
- У випробуваннях зброї середнього діапазону команда картелю розстріляла автомобіль з пістолета-кулемета Mini-Uzi, проте пірати більш ефективно вразили всі цілі з АК-47, стріляючи з рухомого човна по двом манекенам на відстані 50 і двом на відстані 100 метрів, що дало їм перевагу в цій категорії.
- У випробуваннях кулеметів у команди піратів відбувся один промаї, а у команди картелю дві. За часом виконання завдання, точності і надійності ПКМ піратів виграв у M60 колумбійців.
- При випробуванні вибухівки завдяки більшій потужності перемогу присудили зв'язці динаміту. Втім, і зв'язка динаміту, і снаряд з РПГ-7 не знищили всі цілі.

#### Симуляція і її результати
- У симуляції безпосередньо з'являється лідер картелю Пабло Ескобар. Ім'я лідера піратів невідомо, проте в симуляції він називає одного зі своїх підлеглих Абдуллою.
- Перший раз за всі випуски один з бійців скоїв суїцид і одночасно знищив противника: Ескобар підірвав автомобіль і сам загинув, але від вибуху загинув і лідер піратів.
- У сутичці пірату за допомогою мачете разом із якорем відрубують руку: це один з небагатьох випадків показу схожого ушкодження в симуляції.
- Динаміт — дванадцята зброя, що перемогла в випробуваннях, але на ділі виявилося гірше, ніж у супротивника.

## Серія 17:Перська безсмертнийпротиКельта

### Команда Безсмертного
- Ардешір Радпур, іранський історик і наїзник[5]
- Сайрус Захір, майстер бою на мечах

 'Озброєння і захист' :
- Сагаріс
- Спис
- Лук і стріли
- Колісниця з косами
- Бронзовий нагрудник і щит

 'Дані воїна' :
- Рік: 500 до н. е.
- Зріст: 5 футів 8 дюймів
- Вага: 160 фунтів
- Броня: бронзова

### Команда Кельта
- Френсіс Бребнер, чемпіон Ігор Горців
- Спенсер Діннін, нащадок кельтських воїнів
- Дейв Бейкер, майстер зброяр, коваль

 'Озброєння і захист' :
- Кельтський залізний меч
- Ланцея
- Праща
- Палиця-бурда
- Шкіряні обладунки
- Щит

 'Дані воїна' :
- Рік: 400 до н. е.
- Зріст: 6 футів
- Вага: 180 фунтів
- Броня: шкіряна

### Результати комп'ютерної симуляції
|                           | Безсмертний   | Перемог | Кельт      | Перемог |
| ------------------------- | ------------- | ------- | ---------- | ------- |
| Зброя малої дальності     | Сагаріс       | 127     | Довгий меч | 170     |
| Зброя середньої дальності | Спис          | 247     | Lancea     | 126     |
| Зброя дальнього діапазону | Лук та стріли | 180     | Праща      | 1       |
| Спеціальна зброя          | Колісниця     | 135     | Бурда      | 14      |
| Всього                    |               | 689     |            | 311     |

З рахунком 689:311 переміг Безсмертний.

### Факти про епізод
- Вперше в шоу воїни билися на колісницях.
- Перс — другий воїн, який отримав мінімум 100 перемог за допомогою кожної зброї.
- При змаганні зброї ближнього бою меч і сагаріс завдали сильної шкоди манекенам з балістичного гелю, однак сагаріс не зміг пробити шкіряну броню і застряг в ній, а залізний меч кельтів проломив бронзові обладунки персів.
- Ланцея і спис успішно вразили свої цілі, але в порівнянні сильнішого виявилося спис, так як ним можна було користуватися неодноразово.
- У випробуваннях зброї дальнього діапазону лук вразив мішень з 50 ярдів, а п'ять кидків пращі вбили двох людей і поранили ще трьох. Лук беззастережно переміг.
- В категорії спеціальної зброї палиця виявилася ефективнішою ніж колісниця, оскільки сила удару була в сім разів вище смертельної, а колісниця не змогла одночасно впоратися з двома противниками. Палиця — тринадцята зброя, що перемогла в випробуваннях, але на ділі виявилося гірше, ніж у супротивника.

## Серія 18:КДБпротиЦРУ

### Команда КДБ
- Павло Ксьондз, колишній військовослужбовець ВДВ
- Стас Классен, актор, колишній військовослужбовець радянської армії

 'Озброєння і захист' :
- Тичковий ніж, захований в черевик
- Стріляюча камера з патронами калібру .22 Long Rifle
- Пістолет-кулемет Skorpion SMG-61
- Капсула з динамітом

 'Дані воїна' :
- Роки діяльності: 1954—1991
- Зріст: 5 футів 10 дюймів
- Вага: 170 фунтів
- Місії: шпигунство, саботаж

### Команда ЦРУ
- Майк Бейкер, агент ЦРУ у відставці
- Френк Дауз, ветеран морської піхоти США

 'Озброєння і захист' :
- Гаррота
- Стріляючий дипломат із захованим Walther PP
- Пістолет-кулемет MAC-10
- Вибухають сигара

 'Дані воїна' :
- Роки діяльності: 1947 Н. В.
- Зріст: 5 футів 11 дюймів
- Вага: 180 фунтів
- Місії: шпигунство, військові операції

### Результати комп'ютерної симуляції
|                           | КГБ                 | Перемог | ЦРУ                   | Перемог |
| ------------------------- | ------------------- | ------- | --------------------- | ------- |
| Зброя малої дальності     | Ніж в тапці         | 5       | Гаррота               | 1       |
| Зброя середньої дальності | Стрілецька камера   | 10      | Стрілецький кейс      | 95      |
| Зброя великої дальності   | Skorpion SMG-61     | 361     | MAC-10                | 413     |
| Вибухова зброя            | Капсула з динамітом | 74      | Сигарети з вибухівкою | 41      |
| Всього                    |                     | 450     |                       | 550     |

З рахунком 450:550 перемогло ЦРУ.

### Факти про епізод
- Оформлення павільйону, де проходили зйомки і випробування, було таким самим, як і в серії «Зелені берети проти спецназу ГРУ».
- У порівнянні пістолетів-кулеметів MAC-10 і Skorpion SMG-61 перемогу здобув MAC-10: «Оперативник ЦРУ» витратив 16 секунд на знищення всіх 5 мішеней. «Оперативник КДБ» витратив 12 секунд, проте знищив тільки три мішені (четверта була пошкоджена, п'ята не постраждала).
- В категорії замаскованої зброї перемогу здобув кейс з пістолетом: у нього був великий боєзапас. При цьому стріляючий фотоапарат продемонстрував більш високу точність, і вразив мішень краще ніж порівняльна зброя.
- В категорії вибухових пристроїв порівнювалися вибухова сигарета (якою хотіли знищити Фіделя Кастро) і капсула з динамітом. Капсула відкривалася безпечно лише за певною схемою, спроба відкрити її по іншій схемі могла призвести до вибуху. Більш ефективний механізм капсули приніс їй перемогу — шанси на те, що жертва викине сигару, були занадто високі.
- У порівнянні холодної зброї тичковий ніж в черевику впевнено переміг гарроту: ним можна було бити з більшої відстані та легко сховати.
- Вперше в комп'ютерній симуляції з обох сторін в сутичці взяли участь жінки.
- Перший і єдиний раз у кожного агента-бійця було показано своє кодове ім'я від 001 до 005.
- Сутичка відбувається на території радянського посольства в США.
- Агент ЦРУ — один з шести воїнів без переможного бойового кличу.

## Серія 19:Влад ДракулапротиСунь Цзи

### Команда Влада Дракули
- Вацлав Гавлик, фехтувальник
- Брем Галлахер, історик

 'Озброєння і захист' :
- Килич
- Алебарда
- Сталевий арбалет
- Пищаль-ручниц
- Кольчуга
- Пластинчастий обладунок
- Сталевий шолом
- Сталевий щит

 'Дані воїна' :
- Роки життя: 1431—1476
- Зріст: 5 футів 9 дюймів
- Вага: 170 фунтів
- Броня: сталева

### Команда Сунь Цзи
- Джонні Янг, чемпіон з бойових мистецтв
- Томмі Ленг, збройовий майстер

 'Озброєння і захист' :
- Цзянь
- Спис-Чжуан
- Самозарядний арбалет
- Гарячі стріли
- Шкіряна броня
- Бронзовий шолом
- Щит

 'Дані воїна' :
- Роки життя: 544—496 до н. е.
- Зріст: 5 футів 7 дюймів
- Вага: 160 фунтів
- Броня: шкіряна

### Результати комп'ютерної симуляції
|                           | Влад Дракула     | Перемог | Сунь Цзи             | Перемог |
| ------------------------- | ---------------- | ------- | -------------------- | ------- |
| Зброя ближнього бою       | Килич            | 337     | Цзянь                | 234     |
| Зброя середньої дальності | Алебарда         | 214     | Чжуа                 | 37      |
| Зброя дальнього діапазону | Сталевий арбалет | 30      | Самозарядний арбалет | 46      |
| Спеціальна зброя          | Ручниця          | 71      | Вогняні стріли       | 31      |
| Всього                    |                  | 652     |                      | 348     |

З рахунком 652:348 переміг Влад Дракула.

### Факти про епізод
- Різниця між датою смерті Сунь Цзи і датою народження Влада Дракули становить 1927 років, що є рекордом в програмі. Фактично, перший раз в епізоді зіткнулися воїни з різних епох (до нашої ери і нашої ери).
- У шоу було продемонстровано улюблений спосіб страти Влада Дракули — посадження на кіл. Саме так в симуляції Влад вбитаває Сунь Цзи.
- Для симуляції розробникам довелося врахувати тактичний геній Сунь Цзи: перший раз він з дерева обстрілює Влада, підпалюючи траву, другий — підкидає йому манекен, в якого Влад стріляє.
- Килич з легкістю перевершив катану, розрубуючи одним ударом підвішену свинячу тушу (точніше, Вацлав Гавлик кілька разів розрубав її надвоє за допомогою кількох ударів). Цзянь показав скромніший результат — він не зміг розрубати таку-ж тушу. Колючі удари китайським мечем були вражаючими, але килич отримав перевагу.
- Чжуа знадобилося три удари, щоб завдати смертельного шкоди гелевому манекену, у той час як алебарда одним ударом в районі грудей пробила манекен наскрізь. До того-ж у алебарди була можливість рубати.
- Сталевий арбалет програв самозарядному арбалету, оскільки вимагав більше часу на перезарядку, а також не пробив китайський шкіряний обладунок. Самозарядний арбалет зумів пробити кольчугу Влада Дракули.
- Влад Цепеш (Дракула) — третій воїн, який переміг в 3 випробуваннях з 4.
- Ручниця взяла гору в порівнянні з палаючими стрілами, оскільки вона не тільки наносила сильної шкоди з дистанції, але і могла використовуватися як важка дубина для самооборони. У свою чергу вогонь від палаючої стріли навіть міг зупинити ворогу кровотечу.

## Серія 20:Воїни імперії МінпротиМушкетерів

### Команда Мін
- Джонатан Вейцзянь Вань, чемпіон світу з тай-чі, майстер у-шу
- Філіп Дань, чемпіон з бойового ушу

 'Озброєння і захист' :
- Дао (меч)
- Трьохствольна рушниця
- Вофонг
- Механічна міна
- Металеві обладунки

 'Дані воїна' :
- Роки існування: 1368—1644
- Зріст: 5 футів 7 дюймів
- Вага: 150 фунтів
- Броня: шкіряна, металева

### Команда Мушкетерів
- Ксавьє Декла, майстер фехтування, військовослужбовець Французького Іноземного легіону
- Люк Лефонтен, історик і фехтувальник

 'Озброєння і захист' :
- Рапіра і мен-гош
- Колісцевий пістолет
- Мушкет
- Граната
- Кіраса

 'Дані воїна' :
- Роки існування: 1622—1776
- Зріст: 5 футів 9 дюймів
- Вага: 160 фунтів
- Броня: сталева

### Результати комп'ютерної симуляції
|                           | Войни Мін         | Перемог | Мушкетери        | Перемог |
| ------------------------- | ----------------- | ------- | ---------------- | ------- |
| Зброя ближнього бою       | Дао               | 71      | Рапіра и мен-гош | 195     |
| Зброя середньої дальності | Китайская рушниця | 41      | Пістоль          | 178     |
| Зброя дальнього діапазону | Вонг              | 15      | Мушкет           | 275     |
| Спеціальна зброя          | Механічна міна    | 199     | Граната          | 26      |
| Всього                    |                   | 326     |                  | 674     |

З рахунком 674:326 перемогли Мушкетери.

### Факти про епізод
- У змаганні зброї ближнього бою меч дао за 7 секунд п'ятьма ударами зумів розрубати дві свинячі туші навпіл, а рапіра і мен-гош за 16 секунд нанесли п'ять смертельних поранень торсу з балістичного гелю. Дао отримав перевагу за рахунок швидкості, однак в симуляції він виявився відверто марним.
- Колісцевий пістолет пробив шкіряну броню китайського воїна, завдавши три смертельних поранення, хоча двічі промазав. Однак він здобув перемогу, оскільки ручниця не пробила кірасу мушкетера. Лише один постріл став смертельним, і тільки тому, що припав в незахищену шию.
- В змаганні з установкою вофонг машкет виявився точнішим — трьома пострілами Люк Лефонтен двічі потрапив в груди і один раз в голову манекету, завдавши багато смертельних ран. «Бджолиний рій» було випробувано на 17 цілях як були у вигляді 16 солдатів і офіцера на коні. З 32 випущених стріл лише шість потрапили в мішень, а смертельні рани завдала лише одна.
- Механічна міна, незважаючи на свою нерухомість, за один раз вбила чотирьох бійців, у той час як граната вразила тільки дві мішені з чотирьох. Міна стала єдиною китайською зброєю, яка за кількістю перемог перевершило французьку.
- Дао — чотирнадцята зброя, що перемогла в випробуваннях, але на ділі виявилося гіршою, ніж у супротивника.

## Серія 21:КоманчапротиМонгола

### Команда Команчі
- Хоакін Гонсалес, наїзник команчів
- Джей Редхоук, майстер по кінної стрільби з лука

 'Озброєння і захист' :
- Бойова сокира
- Ланцея
- Лук і стріли
- Ніж для скальпа
- Нагрудник з кісток
- Щит з бичачої шкіри

 'Дані воїна' :
- Рік 1840
- Зріст: 5 футів 9 дюймів
- Вага: 145 фунтів
- Броня: кістяний нагрудник і шкіряний щит

### Команда Монгола
- Мунхтур Луваснджамбаа, історик
- Джейсон Нгуєн, боєць змішаних єдиноборств

 'Озброєння і захист' :
- Шестоперов
- Глефа
- Монгольський лук і стріли
- Ільд (шабля)
- Шкіряні нагрудник і щит

 'Дані воїна' :
- Рік: 1225 (приблизно)
- Зріст: 5 футів 5 дюймів
- Вага: 145 фунтів
- Броня: шкіряна

### Результати комп'ютерної симуляції
|                           | Команчі         | Перемог | Монгол           | Перемог |
| ------------------------- | --------------- | ------- | ---------------- | ------- |
| Зброя малої діяльності    | Сокира          | 152     | Моргенштерн      | 111     |
| Зброя середньої дальності | Ланцея          | 168     | Глефа            | 116     |
| Зброя великої дальності   | Індіанський лук | 205     | Монгольський лук | 142     |
| Спеціальна зброя          | Ніж для скальпу | 3       | Ильд             | 103     |
| Всього                    |                 | 528     |                  | 472     |

З рахунком 518:482 переміг Команчі.

### Факти про епізод
- Другий раз в шоу враховувався фактор кінного бою: обидва воїни в симуляції билися вершки.
- Монгол здобув не менше 100 перемог кожною зброєю, але програв.
- В змаганні зброї ближнього бою шистопер виявився сильнішим ніж сокира, оскільки остання хоча і пробила три штучних черепа, але застрягла. Шестопер розбив всі черепи в два рази швидше.
- Шестопер — п'ятнадцята зброя, що перемогла в випробуваннях, але на ділі виявилося гірше, ніж у супротивника.
- Порівняння копій учасники проводили частково в кінному бою: індіанська ланцея володіла більшою проникаючою здатністю і перемогла в категорії, до того ж глефу важко було використовувати верхом (вона підходила більше для піхоти).
- Точність індіанського луку була вищою, ніж у монгольського: монгол потрапив п'ять разів, убивши чотирьох, а Команча — шість разів (теж 4 смерті), причому зробив це швидше.
- За допомогою 10 ударів монгольський ільд розрубав свинячу тушу, що дозволило йому перевершити ніж для скальпу, у якого ударна сила не була досить докладно висвітлена.
- У симуляції команчі, після вбивства монгола, знімає з нього скальп і піднімає трофей в повітря.

## Серія 22:SEALпротиSayeret

### Команда SEAL
- Роб Рой, морський піхотинець США зі стажем служби в 22 роки
- Колін Палмер, морський піхотинець США, вибухотехнік

 'Озброєння і захист' :
- Ніж Recon 1
- Пістолет SIG-Sauer P226
- Автомат M4 Colt Commando
- Вибухівка C-4
- Бойовий шолом

 'Дані про воїна' :
- Рік появи: 1961
- Чисельність 2000
- Зріст: 6 футів
- Вага: 185 фунтів

### Команда Sayeret
- Моті Хоренштейн, колишній військовослужбовець армії Ізраїлю (повітряно-десантні війська), чемпіон світу з бойових мистецтв, інструктор з бойового мистецтва крав-мага
- Майк Канарек, колишній військовослужбовець Ізраїлю (бригада Голані)

 'Озброєння і захист' :
- Ніж Ka-Bar
- Пістолет Glock 19
- Автомат Галіл
- Вибухівка Семтекс
- Шолом KASDA

 'Дані про воїна' :
- Рік появи: +1957
- Чисельність: засекречена
- Зріст: 5 футів 10 дюймів
- Вага: 180 фунтів

### Результати комп'ютерної симуляції
|                           | SEAL             | Перемог | Sayaret     | Перемог |
| ------------------------- | ---------------- | ------- | ----------- | ------- |
| Зброя малої дальності     | Recon 1          | 15      | KA-BAR      | 42      |
| Зброя середньої дальності | SIG Sauer P226   | 101     | Glock 19    | 98      |
| Зброя великої дальності   | M4 Colt Commando | 355     | Micro Galil | 288     |
| Вибухівка                 | C4               | 47      | Semtex      | 54      |
| Всього                    |                  | 518     |             | 482     |

З рахунком 518:482 переміг SEAL.

#### Порівняння зброї
- В категорії зброї ближнього бою було визнано нічию, хоча швидкість дії ножем Recon-1 була трохи вище.
- Пістолет SIG P226 виявився точнішим і ефективнішим: американці вразили два манекена і збили п'ять куль за 13,84 секунди, в той час як ізраїльтяни кілька разів промахнулися і витратили 20,03 секунд.
- Скорострільність і точність M4 Colt Commando виявилася вищою, ніж у Micro Galil при стрільбі по рухомій цілі.
- Вибухівка ізраїльтян Semtex виявилася більш руйнівною, ніж C-4: на випробуваннях «морські котики» встановлювали її на човен, а коммандос поклали до телефону; пізніше обидві вибухівки встановили в двох дерев'яних будинках.
- Додатково було показано техніку ближнього бою: американська система контактного бою CQD і ізраїльське бойове мистецтво крав-мага. Їх не враховували при моделюванні.

#### Симуляція
- За підсумками симуляції «морські котики» не скористалися своїм ножем, а коммандос — пістолетом.
- Перший раз один з воїнів підірвавши вибухівку вбив одразу двох осіб.

#### Інше
- Другий раз в шоу сходяться один проти одного союзники: морська піхота США SEAL і ізраїльські командос Sayeret ведуть боротьбу з терористами на Близькому Сході.
- Як і в епізоді «ІРА проти Талібану», в кінці випуску з'являється повідомлення про пропозицію надати матеріальну допомогу фонду боротьби з протипіхотними мінами Adopt-A-Minefield (як це зробила команда шоу).
- У шоу було зроблено спробу відтворення операції ізраїльських спецслужб по ліквідації терориста Яхйя Аяша, в ході якої ізраїльтяни заклали в його мобільний телефон заряд C-4 і підірвали його дистанційно. Справжні обставини замаху досі не встановлено.